# Guerra turco-veneciana (1570-1573)
La cuarta guerra otomano-veneciana, también conocida como la guerra de Chipre (del italiano: Guerra di Cipro), fue peleada entre 1570 y 1573. Enfrentó al Imperio otomano con la República de Venecia, a quien en 1571 se unió la Liga Santa, una coalición de Estados cristianos formada bajo los auspicios del Papa, que incluyen a España (con Nápoles y Sicilia), la República de Génova, el Ducado de Saboya, los Caballeros de Malta, el Gran Ducado de Toscana y otros Estados italianos.
La guerra, el episodio más importante del reinado del sultán Selim II, comenzó con la invasión de la isla de Chipre, hasta entonces una posesión veneciana. La capital Nicosia y varias otras localidades cayeron rápidamente ante un ejército otomano considerablemente superior, con lo cual solo Famagusta quedó en manos venecianas. El envío de refuerzos cristianos fue retrasado y, finalmente, Famagusta cayó en agosto de 1571, tras un asedio de once meses. Dos meses más tarde, en la batalla de Lepanto, la flota cristiana destruyó a la otomana; sin embargo, no pudo beneficiarse de su victoria. Los otomanos reconstruyeron sus fuerzas navales con rapidez y Venecia fue forzada a negociar una paz separada, por la cual cedió Chipre a los otomanos y se obligó a pagar un tributo de 300 000 ducados.

## Antecedentes
La gran y rica isla de Chipre había estado bajo dominio veneciano desde 1489. Junto con Creta, fue una de las más importantes posesiones de ultramar de la República. A mediados del siglo XVI, su población estaba estimada en 160 000. Aparte de su ubicación, que permitía el control del comercio levantino, la isla poseía una producción lucrativa de algodón y azúcar. Para salvaguardar su colonia más distante, los venecianos pagaban un tributo anual de 8000 ducados a los sultanes mamelucos de Egipto y, tras su caída, a los otomanos. En 1517, el acuerdo fue renovado por la Sublime Puerta; sin embargo, la ubicación estratégica de la isla en el Mediterráneo oriental, entre el centro neurálgico de Anatolia y las recientemente ganadas provincias del Levante y Egipto, la convirtieron en un objetivo tentador en una futura expansión otomana. Además, la protección ofrecida por las autoridades locales venecianas a los corsarios cristianos que acosaban a los navíos musulmanes, incluyendo a los peregrinos que se dirigían a La Meca, irritaba a la elite otomana.

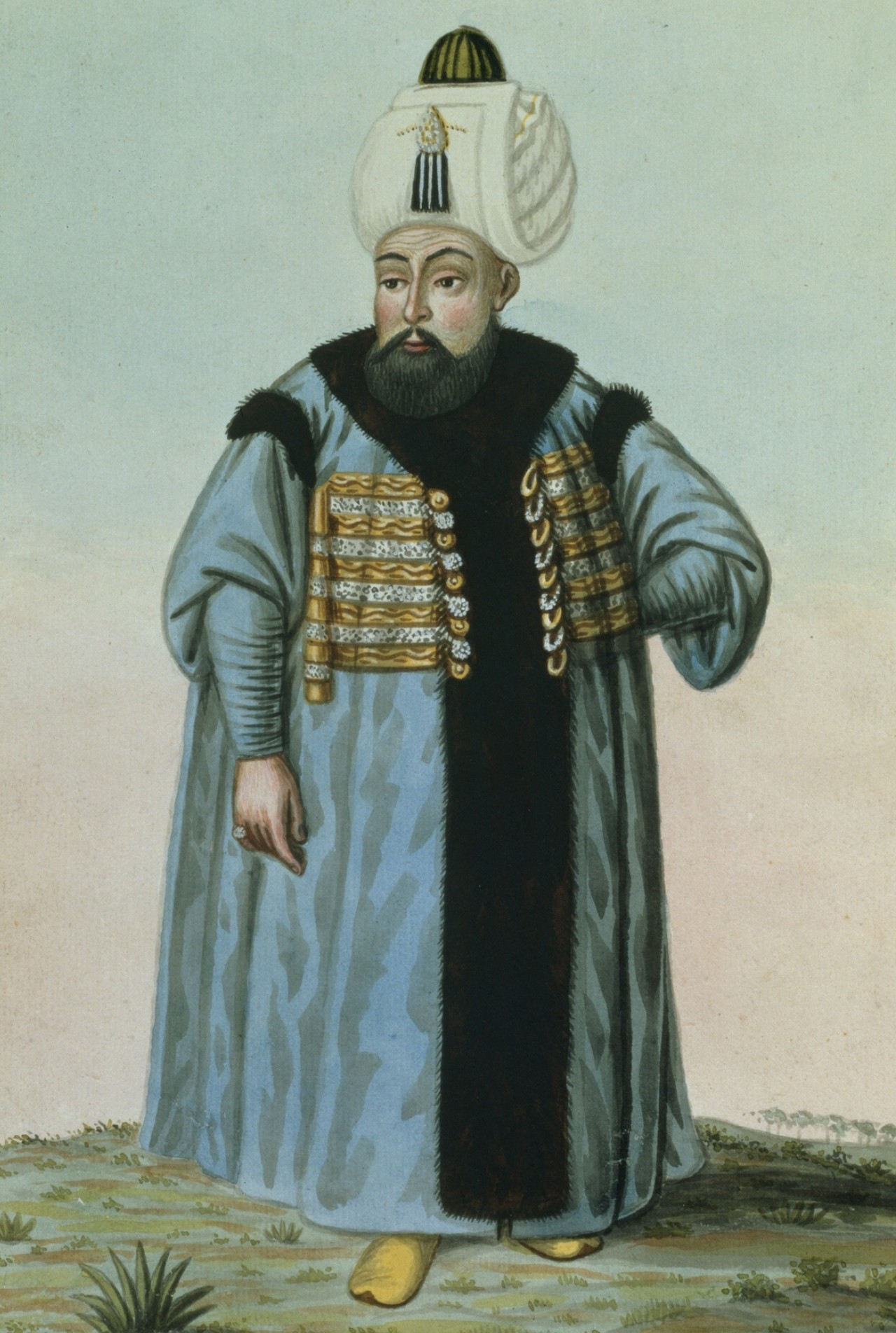
Sultán Selim II.

Tras concluir una guerra prolongada con los Habsburgo en 1568, los otomanos estuvieron más libres para tornar su atención hacia Chipre. El sultán Selim II había convertido la conquista de la isla en su prioridad, ya antes de su ascensión en 1566, relegando a un segundo plano el envío de ayuda otomana a la  Rebelión de las Alpujarras contra España y los ataques a las actividades portuguesas en el océano Índico. A pesar del tratado de paz con Venecia, renovado recientemente en 1567, y la oposición del Gran Visir Sokollu Mehmed Pasha, el partido bélico en la corte otomana prevaleció. Se aseguró una opinión jurídica favorable por el Shayj al-islam, que declaraba que la ruptura del tratado estaba justificada, dado que Chipre era una “antigua tierra del Islam” (brevemente en el siglo VII) y no había sido retomada. El dinero para la campaña fue recaudado por medio de la confiscación y reventa de monasterios e iglesias de la Iglesia ortodoxa griega. El antiguo tutor del sultán,  Lala Mustafa Pasha, fue nombrado comandante de las fuerzas terrestres de la expedición. Müezzinzade Ali Pasha, aunque totalmente inexperto en asuntos navales, fue nombrado Kapudan Pasha; no obstante, Müezzinzade asignó al hábil y experimentado Pialí Bajá como su ayudante principal.
Del lado veneciano, las intenciones otomanas habían sido claras y, desde hacía algún tiempo, se había anticipado un ataque contra Chipre. Un temor de guerra había surgido en 1564–1565, cuando los otomanos sitiaron Malta, y la intranquilidad aumentó nuevamente a fines de 1567 e inicios de 1568, pues se hizo evidente la intensificación de la mejora naval otomana. Las defensas de Chipre, Creta, Corfú y otras posesiones venecianas fueron mejoradas en los años 1560, para lo cual se emplearon los servicios del ingeniero militar Sforza Pallavicini. Sus guarniciones fueron incrementadas y se realizaron intentos por volver más autosuficientes a las posesiones aisladas de Creta y Chipre por medio de la construcción de fundiciones y molinos de pólvora. No obstante, era ampliamente reconocido que, sin ayuda externa, Chipre no podría ser mantenida por mucho tiempo. Su ubicación expuesta y aislada tan lejos de Venecia, rodeada por territorio otomano, la puso “en la boca del lobo”, como escribió un historiador contemporáneo.  Dado el caso, la falta de suministros e incluso de pólvora desempeñaría un rol crítico en la caída de los fortines venecianos a manos otomanas. Otro problema para Venecia era la actitud de la población de la isla. El duro trato y la recaudación de impuestos opresivos a la población griega ortodoxa local por los venecianos católicos había ocasionado gran resentimiento, por lo que las simpatías iban generalmente a los otomanos.
Para inicios de 1570, las preparaciones otomanas y los avisos enviados por el bailo veneciano en Constantinopla, Marco Antonio Barbaro, habían convencido a la Signoria que la guerra era inminente. Se enviaron de prisa refuerzos y dinero a Creta y Chipre. En marzo de 1570, un enviado otomano fue enviado a Venecia con un ultimátum que demandaba la cesión inmediata de Chipre. Si bien se levantaron algunas voces en la Signoria veneciana en favor de la cesión de la isla a cambio de territorio en Dalmacia y mayores privilegios comerciales, la esperanza de recibir asistencia de otros Estados cristianos reforzó la resolución de la República y el ultimátum fue categóricamente rechazado.

## Conquista otomana de Chipre

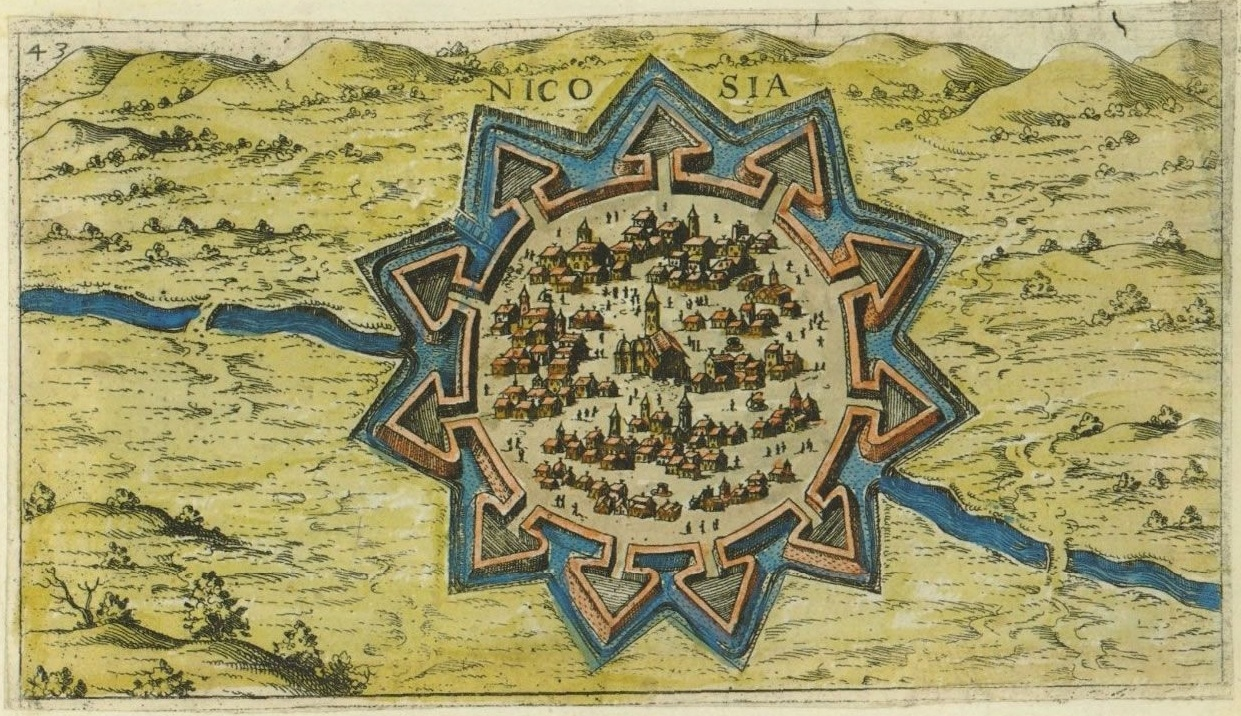
Mapa de Nicosia con sus nuevas fortificaciones, realizado en 1597 por el veneciano Giacomo Franco.

El 27 de junio, las fuerzas invasoras (unas 350 navíos y 60 000 soldados) partieron hacia Chipre. Llegaron sin encontrar oposición a Salinas, cerca de Lárnaca, en la costa sur de la isla, el 3 de julio y marcharon hacia la capital, Nicosia. Los venecianos habían debatido oponerse al desembarco, pero frente a la superior artillería otomana y el hecho de que una derrota significaría la aniquilación de las fuerzas defensoras de la isla, se decidió retirarse hacia los fortines y esperar que llegaran los refuerzos. El sitio de Nicosia se inició el 22 de julio y duró siete semanas, hasta el 9 de septiembre. Las murallas de traza italiana recientemente construidas en la ciudad, hechas de tierra apisonada, resistieron bien el bombardeo otomano. Los otomanos, bajo la dirección de Lala Kara Mustafa Pasha, cavaron trincheras hacia los muros y llenaron gradualmente la zanja circundante, mientras que constantes descargas de arcabuses cubrieron el ruido de las excavaciones. Finalmente, el 45.º asalto, el 9 de septiembre logró traspasar las murallas, luego de que los defensores hubieran agotado sus municiones. Siguió una masacre de los 20 000 habitantes de la ciudad. Incluso se mató a los cerdos de la ciudad, considerados impuros por los musulmanes. De los capturados, solo se salvaron las mujeres y los niños que fueron vendidos como esclavos. Una flota cristiana de 200 navíos, compuesta por escuadrones venecianos (bajo la dirección de Girolamo Zane), papales (bajo la comandancia de Marco Antonio Colonna) y napolitanas-genovesas-españolas (bajo el mando de Giovanni Andrea Doria) que habían sido tardíamente reunidos en Creta para fines de agosto y estaba navegando hacia Chipre, se dio media vuelta cuando recibió noticias de la caída de Nicosia.
Tras la caída de Nicosia, la fortaleza de Kyrenia en el norte se rindió sin resistencia y, el 15 de septiembre, la caballería turca apareció ante el último bastión veneciano, Famagusta. Ya para ese momento, las bajas venecianas (incluyendo la población local) fueron estimadas por contemporáneos en 56 000 muertos o prisioneros. Los defensores venecianos de Famagusta sumaban unos 8500 soldados con 90 piezas de artillería y eran comandados por Marco Antonio Bragadin. Ellos resistirían por once meses una fuerza que llegaría a sumar 200 000 soldados con 145 cañones, lo que proporcionó el tiempo necesaria para que el Papa improvisara una liga anti-otomana con los renuentes Estados cristianos europeos. Los otomanos montaron su armamento el 1 de septiembre. Durante los meses siguientes, procedieron a cavar una inmensa red de trincheras entrecruzadas por una profundidad de casi 5 km alrededor de la fortaleza, la cual sirvió de refugio para las tropas otomanas. Mientras las trincheras de asedio se acercaban a la fortaleza y llegaban a estar dentro del alcance de la artillería, se erigieron diez fortines de madera, tierra apisonada y fardos de algodón. No obstante, los otomanos carecían de una fuerza naval que bloqueara completamente la ciudad desde el mar y los venecianos pudieron reabastecerla e introducir refuerzos. Cuando las noticias de este reabastecimiento en enero llegaron al sultán, este llamó a Pialí Bajá y dejó solo a Lala Kara Mustafa Pasha a cargo del asedio. Al mismo tiempo, una iniciativa de Sokollu Mehmed Pasha para conseguir una paz separada con Venecia fracasó. Luego, el 12 de mayo de 1571, se inició el bombardeo intensivo de las fortificaciones de Famagusta y, el 1 de agosto, una vez agotadas las municiones y las provisiones, la guarnición venció a la ciudad. El asedio costó a los otomanos unas 50 000 bajas.

## La Liga Santa
Mientras el Ejército otomano hacía su campaña en Chipre, Venecia trataba de encontrar aliados. El Emperador del Sacro Imperio Romano Germánico, al haber firmado recientemente la paz con los otomanos, no se mostraba entusiasta en romperla. Francia mantenía tradicionalmente relaciones amistosas con los otomanos y hostiles con los españoles, mientras que los polacos estaban preocupados por el Principado de Moscú. Los Habsburgo españoles, la mayor potencia cristiana en el Mediterráneo, en un inicio no estuvieron interesados en ayudar a la República y resentían la negativa de Venecia de enviarles ayuda durante el sitio de Malta en 1565. Además, Felipe II de España quería enfocar sus fuerzas contra los Estados bereberes de África del Norte. La renuencia español a participar del lado de la República, junto con la resistencia de Doria a poner en peligro su flota, ya había retrasado desastrosamente el esfuerzo naval conjunto en 1570; sin embargo, con la mediación enérgica del Papa Pío V, una alianza contra los otomanos, la «Liga Santa», fue firmada el 15 de mayo de 1571. En ella, se estipulaba la reunión de una flota de 200 galeras, 100 navíos de abastecimiento y una fuerza de 50 000 hombres. Para asegurar la aceptación española, el tratado también incluyó una promesa de Venecia de ayudar a España en África del Norte.

### Lepanto y el fracaso de la Liga
Según los términos de la nueva alianza, durante el último verano, la flota cristiana reunida en Mesina, bajo el mando de Juan de Austria, quien llegó el 23 de agosto; sin embargo, para ese momento, Famagusta había caído y cualquier esfuerzo para salvar Chipre no tenía sentido. No obstante, mientras estaba navegando por el mar Jónico, la flota cristiana combinada se encontró con la flota otomana, comandada por Müezzinzade Ali Paşa, que había anclado en Lepanto (Naupacto), cerca de la entrada del golfo de Corinto.

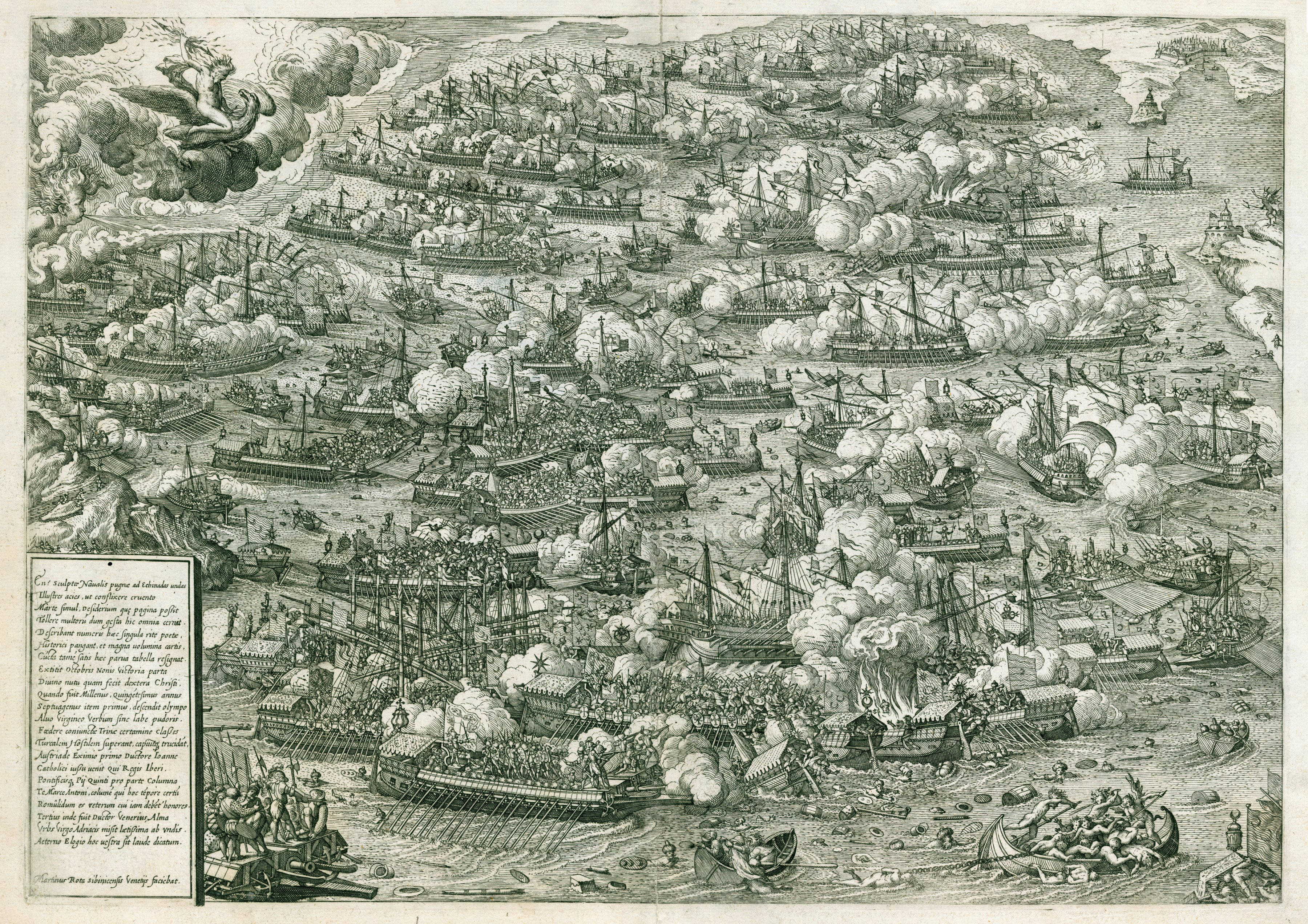
La batalla de Lepanto (1571), grabado de Martino Rota.

El 7 de octubre, las dos flotas entablaron batalla en Lepanto, que resultó en una victoria aplastante de la flota cristiana, mientras que la flota otomana fue en gran parte destruida. En la percepción popular, la batalla en sí se hizo conocida como uno de los puntos de quiebre decisivos en la larga lucha otomano-cristiana, ya que puso fin a la hegemonía naval otomana, establecida en la batalla de Préveza en 1538; sin embargo, sus resultados inmediatos fueron mínimos: el duro invierno que siguió impidió cualquier acción ofensiva de parte de la Liga Santa, mientras que los otomanos usaron el respiro para reconstruir febrilmente su fuerza naval. Al mismo tiempo, Venecia sufría pérdidas en Dalmacia, donde los otomanos avanzaron y tomaron varias posiciones en el continente y la isla de Brazza (Brač). La situación estratégica fue evaluada gráficamente más tarde por el Gran Vizir otomano al bailo veneciano: «al derrotar a nuestra tropa ustedes han afeitado nuestra barba, pero crecerá de nuevo, pero al conquistar Chipre hemos cortado vuestro brazo y nunca les crecerá otro.»
El año siguiente, cuando la flota cristiana retomó operaciones, se enfrentó con una armada otomana renovada, bajo el mando de Uluj Alí. Ambas flotas cruzaron y escaramuzaron repetidamente en torno al Peloponeso, pero no hubo un enfrentamiento decisivo. Los intereses divergentes de los miembros de la Liga empezaron a mostrarse y la alianza comenzó a fallar. En 1573, la flota de la Liga Santa no logró partir en conjunto; en su lugar, Juan de Austria atacó y capturó Túnez, aunque fue retomada por los otomanos en 1574. Venecia, deseosa de reducir sus pérdidas y reanudar el comercio con el Imperio otomano, inició negociaciones unilaterales con la Sublime Puerta.

## Acuerdo de paz y secuelas
Marco Antonio Barbaro, el bailo veneciano que había sido encarcelado desde 1570, condujo las negociaciones. En vista de la incapacidad de Venecia para recuperar Chipre, el tratado resultante, firmado el 7 de marzo de 1573, confirmó el nuevo estado de cosas: Chipre se convirtió en una provincia otomana, Venecia pagó una indemnización de 300 000 ducados y la frontera dalmacia entre las dos potencias fue restablecida a su statu quo ante bellum de 1570. La paz continuaría entre ambos Estados hasta 1645, cuando estalló una larga guerra por el control de Creta. Chipre permaneció bajo control otomano hasta 1878, cuando fue cedida al Reino Unido como un protectorado. La soberanía otomana continuó hasta el estallido de la Primera Guerra Mundial, cuando la isla fue anexada por Gran Bretaña y se convirtió en una crown colony en 1925.